# Tomasz Żak
Tomasz Żak (ur. 2 kwietnia 1961 w Zgierzu) – polski samorządowiec, od 2010 do 2024 burmistrz Andrychowa.

## Życiorys
Urodził się 2 kwietnia 1961 w Zgierzu jako syn Leona i Zdzisławy.
Od 1981 pracował jako elektromonter na kolei. Następnie zamieszkał w Andrychowie i pracował jako Inspektor ds. Kultury, Kultury Fizycznej i Turystyki Wydziale Oświaty Urzędu Miasta i Gminy w Wadowicach. W drugiej połowie lat osiemdziesiątych pozostawał w orbicie zainteresowań WUSW w Bielsku-Białej.
Jest absolwentem Wydziału Prawa Uniwersytetu Jagiellońskiego oraz Wydziału Finansów na Akademii Ekonomicznej w Krakowie. W 1991 współzakładał przedsiębiorstwo działające w branżach pośredniczej i turystycznej. Był dyrektorem inspektoratu PZU w Oświęcimiu. Był członkiem Rady Nadzorczej Andrychowskiej Spółdzielni Mieszkaniowej oraz członkiem, a od 2008 przewodniczącym rady nadzorczej Międzyzakładowego Pracowniczego Towarzystwa Emerytalnego PZU.
W 2010 podczas wyborów samorządowych w II turze zdobył 8852 głosów (61,17%), pokonując Jana Pietrasa. W 2014 w II turze otrzymał 7911 głosów (57,63%), ponownie pokonując Pietrasa. Podczas wyborów w 2018 w II turze uzyskał 10276 głosów (63,01%), pokonując Krzysztofa Kubienia. Za każdym razem startował z poparciem własnego komitetu.

## Życie prywatne
W 2020 ożenił się z lekarką Dorotą Musiał, z którą od kilku lat pozostawał w związku nieformalnym.

## Odznaczenia i wyróżnienia
- Brązowy Krzyż Zasługi (2023)[7]